# Nicholas Klein
Pour les articles homonymes, voir Klein.
Nicholas Klein est un scénariste, producteur, ayant collaboré à plusieurs reprises avec Wim Wenders. Il a une fille avec Frederique van der Wal, née le 4 mai 2000.

## Filmographie
Comme producteur
- 2000 : The Million Dollar Hotel
- 1997 : The End of Violence

Comme scénariste
- 2000 : The Million Dollar Hotel
- 1997 : The End of Violence
- 1999 : The Venice Project